# リンカーン弁護士 (映画)
『リンカーン弁護士』（リンカーンべんごし、The Lincoln Lawyer）は、2011年のアメリカ合衆国のサスペンス映画。監督はブラッド・ファーマン、出演はマシュー・マコノヒーとマリサ・トメイなど。弁護士ミッキー・ハラーを主人公とする、マイクル・コナリーの同名小説を原作としている。
第38回サターン賞でアクション/アドベンチャー映画賞にノミネートされた（受賞はならず）。

## ストーリー
ミックは、ロサンゼルスで活動している刑事専門の弁護士であり、所有しているリンカーン・タウンカーがトレードマークである。運転免許を一時停止されて以来、運転手アールを雇って自分は後部座席を仕事場にしている。彼は大麻栽培で捕まった男や、麻薬中毒の女などから依頼を受けて弁護士業を営んでいた。
ある日、保釈保証人のヴァル・バレンズエラから金になる一件があると教えられる。若き不動産業者ルイス・ルーレが暴行とレイプの容疑で逮捕されたと言う。さっそくミックは裁判所でルーレと面会し、100万ドルの保釈金で彼を保釈させる。ルーレは無実を強く主張し、被害者の女性レジーナ・カンポに嵌められたと言い張る。酒場で出会った彼女に後で自宅に来てくれと誘われ、言われたとおりに行ってみたら部屋に入るなり殴られて気絶し、気がついたら二人の男に押さえつけられていて、その直後に逮捕されたというのだ。しかし警察によれば被害者は顔の右側を中心に激しく殴られ怪我を負っていた。
ミックが調査員のレヴィンに証拠を集めさせると、彼は酒場の監視カメラ映像を手に入れてくる。そこにはレジーナがルーレを誘っているシーンが記録されており、彼女が売春婦であることが伺われる。
あるときミックは捜査資料を見直している時に被害者の顔写真に見覚えを感じ、過去に担当した事件の資料を引っ張り出す。するとヘスス・マルティネスという男が女性を滅多刺しにして殺害した事件の被害者の写真にかなり似ていることに気づく。顔立ちや顔の右側に殴り跡が集中していることが共通していた。この事件でマルティネスは終始犯行を否定して無実を訴えていたが、すべての証拠が彼に不利だったことからミックは死刑が避けられないと判断し、彼に罪を認めさせて終身刑にする司法取引に応じさせていたのだった。ミックはサンフランシスコの刑務所にマルティネスを訪ね、事件当時の話を聞き直し、持ってきた写真を数枚見せるとマルティネスはその中からルーレの写真を選び出し、彼がそのとき同じ酒場にいるのを見たと言う。マルティネスは本当に無実で、ルーレこそが真犯人だったのである。ミックはこれまで小悪人ばかりを相手にしてきたが、ここに来て重大な犯罪事件で無実の人間を刑務所に送ってしまったことと、真の邪悪に出会ってしまったことを知り、ショックを受ける。実際、ルーレはミックが真実を知ってしまったことを察し、自らミックに罪を自白した。しかし弁護士と依頼人の間には守秘義務があるので、ミックはルーレの罪を明かさず、全力で弁護を続けなければならない立場にあるのであり、ルーレはそれを知っていてわざとミックに弁護を依頼していたのである。
ミックは義務に従って裁判への準備を進めつつ、レヴィンにはルーレが過去に同様の犯罪を犯した形跡が無いかどうかを調べさせる。すると間もなくレヴィンは自宅で何者かに射殺されてしまう。ミックはルーレの犯行を疑うが、彼は保釈された時にGPS発信機を身に着けさせられており、その記録でアリバイが成立する。逆にミックの自宅の机からは父親の形見の銃が紛失していた。その机にはルーレが来て座っていたことがあるので、その際に盗まれたのではないかとミックは思うが、警察はレヴィンが撃たれた際に使用された銃と同型の銃をミックが保有していることを突き止め、ミックはピンチに陥る。
いよいよルーレの裁判が始まるが、ミックは義務を果たして検察側の立証の弱点を突いていく。検察側はルーレが持ち歩いている折りたたみナイフが現場で血染めで発見されたことを重要な証拠のひとつにするが、ミックはレジーナが売春婦であったことや、ナイフはルーレの母親が不動産屋として客を内覧に連れて行った時に客からレイプされたことがあり、それにショックを受けて以来ルーレが肌見放さず持っていたものであるということを示す。最後に検察は奥の手の証人として犯罪者コーリスを喚問し、彼がルーレと一緒に移送された際に彼から犯罪を打ち明けられていたと証言させるが、ミックはコーリスが喚問されることを事前に元妻の検察官マギーから聞き出しており、彼が密告の常習犯であることや、彼が過去に行った密告で有罪になった者が後に無罪が判明したことまであることを明らかにし、裁判は完全に被告無罪に傾く。しかしミックは自分の別の事件の依頼人である麻薬常習者を通じて事前にコーリスに接触しており、コーリスはルーレが以前にも(マルティネスが有罪になった)殺人を犯していたことまで自慢されたと証言したため、ルーレは裁判で無罪が宣告されて釈放された直後にその殺人容疑で逮捕される。
これにて一件落着に見えたが、ルーレの殺人容疑には証拠が不足していた。ミックはレヴィンが死の直前にルーレの過去の駐車違反を調べて、殺人事件の当日に現場近くで違反切符を切られていたという決定的な証拠を見つけるが、タッチの差でルーレは釈放されてしまう。慌てたミックはバレンズエラに電話してGPSのリアルタイムな座標を確認してもらい、彼がマギー母娘の自宅に向かっていることを察し、先回りしてそこでルーレを待ち構える。ルーレはミックにこれから毎日見張っているのは無理だろうと脅すが、ミックは先日弁護を引き受けてやった依頼人のバイク仲間たちにルーレをボコボコにしてもらう。
ミックが自宅に帰ると、そこにはルーレの母親がおり、ミックに銃を向ける。レヴィンを殺したのは彼女だったのである。ミックは彼女に撃たれるが、護身用に運転手アールから借りていた銃で彼女を撃って助かる。彼は一時期入院するが、退院後は世話になったバイク乗りの弁護を無料で引き受けてやるのであった。

## キャスト
ミッキー・ハラー (ミック)
演 - マシュー・マコノヒー、日本語吹替 - 檀臣幸
刑事弁護士。高級車リンカーンの後部座席を事務所代わりに使う。
マギー・マクファーソン
演 - マリサ・トメイ、日本語吹替 - 有賀由樹子
検事。ミックの元妻で娘ヘイリーと2人暮らし。
ルイス・ルーレ
演 - ライアン・フィリップ、日本語吹替 - 高口公介
容疑者。資産家の息子で遊び人。32歳。
フランク・レヴィン
演 - ウィリアム・H・メイシー、日本語吹替 - 板取政明
私立探偵。ミックの親友で調査員として働く。
テッド・ミントン
演 - ジョシュ・ルーカス、日本語吹替 - 横田大輔
ルイスの事件の担当検事。野心家。
ヴァル・ヴァレンツェラ
演 - ジョン・レグイザモ、日本語吹替 - 寸石和弘
保証金立替業者。ミックにルイスを紹介する。
ヘスス・マルティネス
演 - マイケル・ペーニャ、日本語吹替 - 河合みのる
ミックがかつて弁護を担当し、終身刑で服役中の男。
セシル・ドブス
演 - ボブ・ガントン
ルイスの母（の会社）の顧問弁護士。
メアリー・ウィンザー
演 - フランシス・フィッシャー、日本語吹替 - 大垣理香
ルイスの母。不動産会社経営。
ランクフォード刑事
演 - ブライアン・クランストン
フランク殺害事件の担当刑事。
グロリア
演 - キャサリン・メーニッヒ
麻薬常習者。ミックが面倒をみている。
カーレン刑事
演 - マイケル・パレ、日本語吹替 - 水越健
マルティネスの事件の担当刑事。ミックを敵視。
ソーベル刑事
演 - ミカエラ・コンリン
フランク殺害事件の担当刑事。
その他日本語吹き替え
栗田圭、野口花緒、金子修、鳩岡大輔、吉村美穂、宮本淳、中溝歩美、清水聡之、佐藤良平、足立優樹

## 製作
- 主人公ミックと容疑者ルイスの対決シーンについて、マシュー・マコノヒーは「すべてリハーサルなしで臨んだ」と語り、その理由は「その場その場でお互いの演技にキャラクターとして反応することが重要だと思った」からとしている。また、出来については「とてもうまくいったと思っている」と述べている[4]。
- ライアン・フィリップをルイス役で起用するに至った経緯として、フィリップ本人は「最近はオーディションを受けたりしないんだけど、ルイス役を手に入れるために必死で戦った」と語り、「200人を越す若手俳優が狙っていたそうだ」としている。また、プロデューサーのゲイリー・ルチェッシは「ライアン・フィリップに打診するまでに何人もの俳優のオーディションを行った」としている[4]。

## 作品の評価
Rotten Tomatoesによれば、批評家の一致した見解は「予測可能な法廷スリラーの定型通りでひねりを何も加えていないが、魅力的なマシュー・マコノヒーが堅実なキャストを率いて、『リンカーン弁護士』はキビキビと楽しい娯楽を提供している。」であり、175件の評論のうち高評価は83%にあたる146件で、平均点は10点満点中6.70点となっている。
Metacriticによれば、31件の評論のうち、高評価は23件、賛否混在は7件、低評価は1件で、平均点は100点満点中63点となっている。